# 愛河之心站

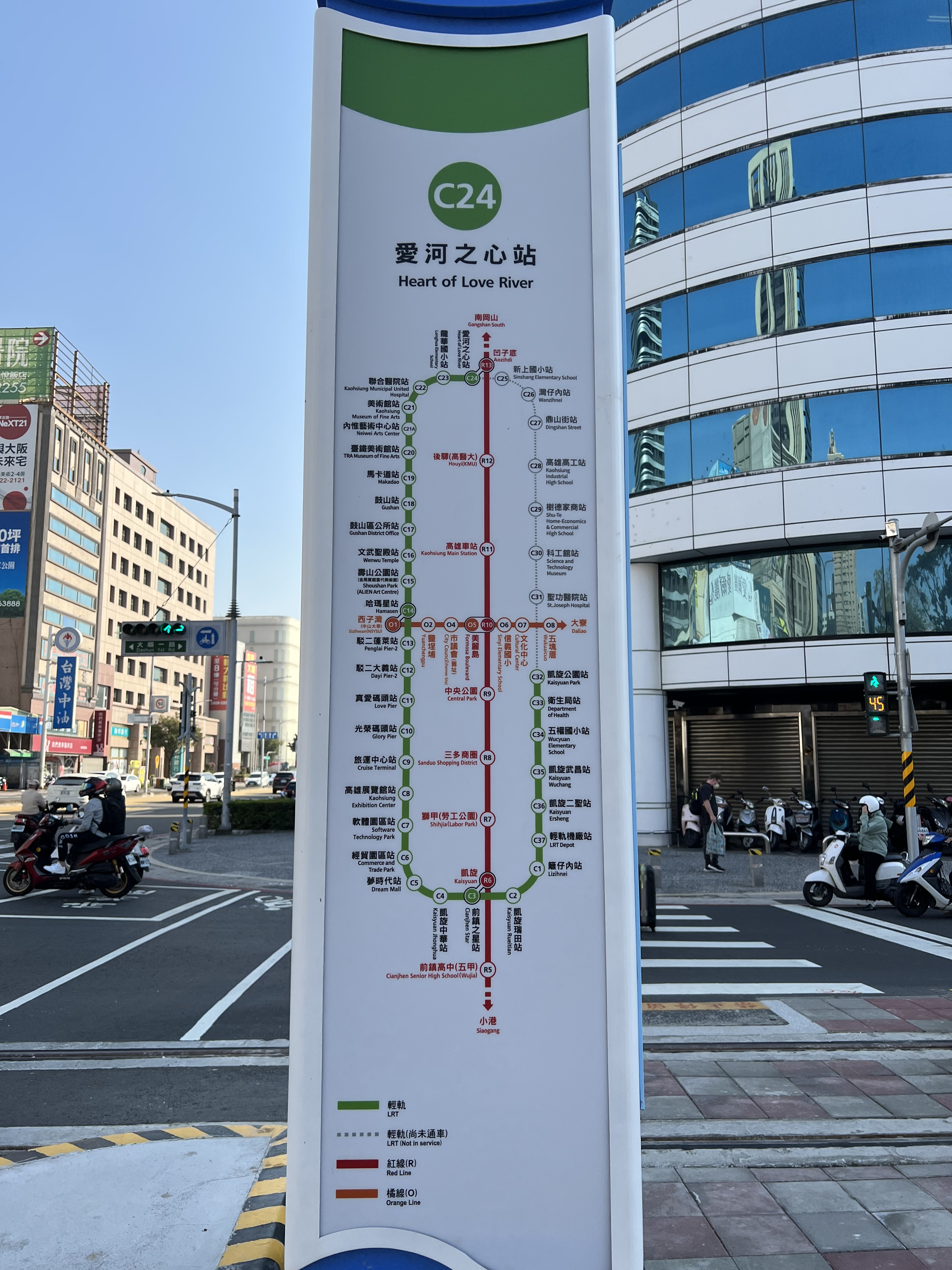
愛河之心站站名牌

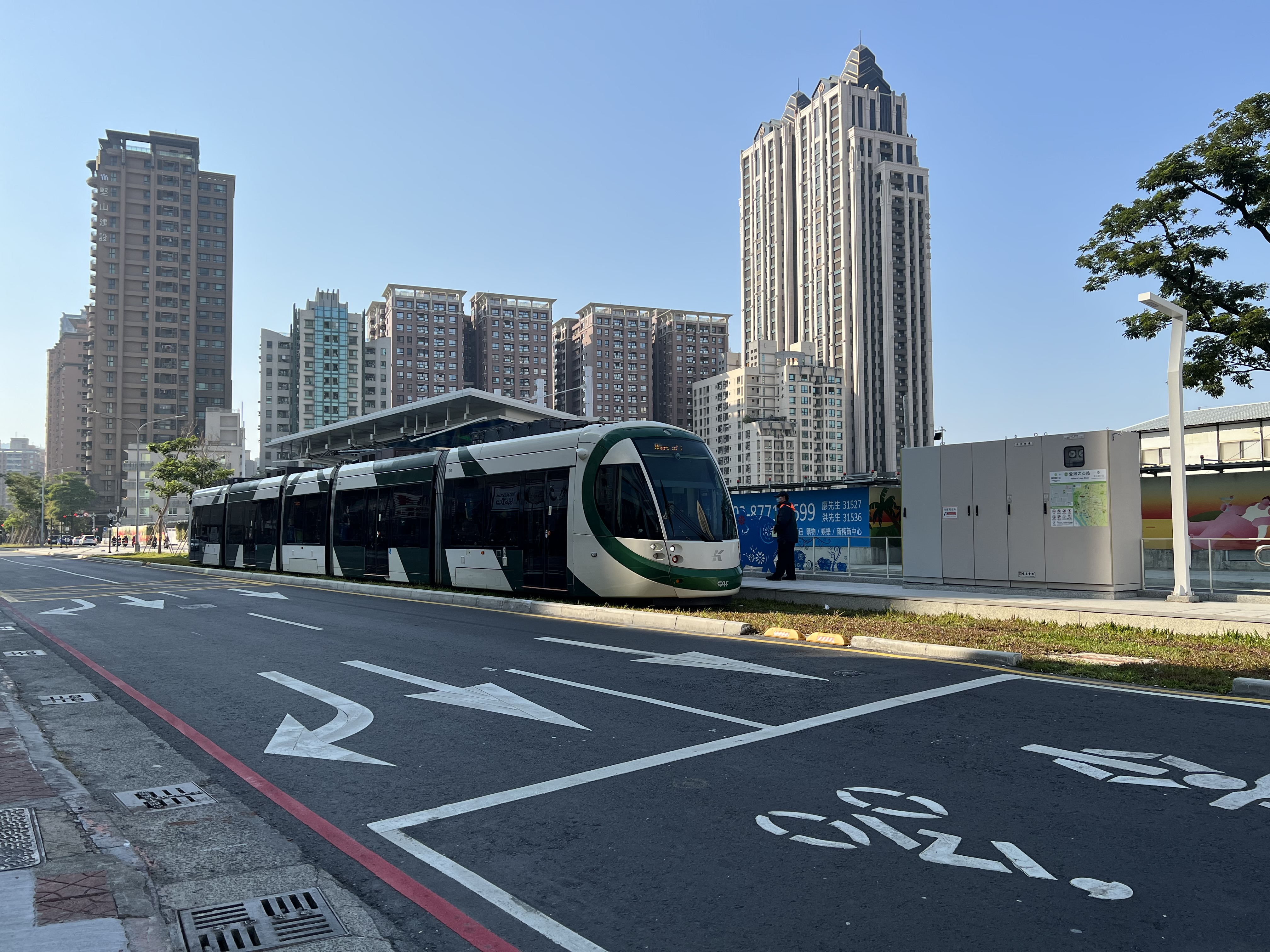
環狀輕軌列車停靠於愛河之心站

愛河之心站位於台灣高雄市鼓山區凹子底，為高雄捷運環狀輕軌的捷運車站，可與北側的高雄捷運紅線凹子底站站外轉乘。本站定位為特色車站，融入客家意象，將藍色系客家花布融入車站設計，以一般站之站體結構進行彩繪。車站編號為C24。

## 歷史
高雄市政府捷運工程局舉行C15-C37車站徵名活動，票選結果站名為「愛河之心站」。
2022年10月5日，隨著環狀輕軌第二階段「C20臺鐵美術館–C24愛河之心」通車，愛河之心站西側月台啟用。
2024年1月1日，「C24愛河之心–C32凱旋公園」通車，東側月台啟用。因應高雄輕軌成圓，於2024年1月1日至2月25日前進行全線通車試營運，以作為後續正式營運後參考。

## 車站概要
站區位於大順一路、博愛一路、二路口的東西側（博愛二路過了大順路改稱博愛一路）。與北側的紅線地下車站凹子底站為轉乘站。車站構造為中央側式月台兩座。

### 月台配置
| 地面                            |              |                                  |
| ↑往高雄捷運 紅線 凹子底站       |              |                                  |
|                                 | 博愛一路路口 | ← 環狀輕軌逆行方向（龍華國小站） |
| 側式月台（西側），左側開門      | 博愛一路路口 | 側式月台（東側），左側開門       |
| 環狀輕軌順行方向（新上國小站）→ | 博愛一路路口 |                                  |
| 出入口                          |              |                                  |

## 外部連結
- 愛河之心站（高雄捷運公司） （页面存档备份，存于）